# Банеј
Банеј (фр. Baneuil) насеље је и општина у југозападној Француској у региону Аквитанија, у департману Дордоња која припада префектури Бержерак.
По подацима из 2011. године у општини је живело 349 становника, а густина насељености је износила 39,26 становника/km². Општина се простире на површини од 8,89 km². Налази се на средњој надморској висини од 140 метара (максималној 141 m, а минималној 27 m).

## Демографија
| 1962. | 1968. | 1975. | 1982. | 1990. | 1999. | 2011. |
| ----- | ----- | ----- | ----- | ----- | ----- | ----- |
| 240   | 260   | 259   | 262   | 299   | 302   | 349   |

График промене броја становника у току последњих година